# ناکسون
ناکسون (روسی: гора Наксон) کوهی در سرزمین کراسنویارسک روسیه‌ است. این کوه با ارتفاع 1,035 متر، بلندترین نقطه فلات سیورما است که خود بخشی از فلات سیبری مرکزی به‌شمار می‌رود.